# Abdullah al-Doszarí
 Abdullah Száleh al-Doszarí (arabul: عبدالله صالح); Dammám, 1969. november 1. –) szaúd-arábiai válogatott labdarúgó.

## Pályafutása

### Klubcsapatban
1987 és 2002 között az el-Áttifák csapatában játszott.

### A válogatottban
1988 és 2001 között 8 alkalommal játszott a szaúd-arábiai válogatottban és 1 gólt szerzett. Részt vett az 1992-es konföderációs kupán, az 1994-es világbajnokságon, illetve az 1988-as és az 1992-es Ázsia-kupán.

## Sikerei, díjai
Szaúd-Arábia
- Ázsia-kupa győztes (1): 1988
- Konföderációs kupa döntős (1): 1992